# Patrimonio di vigilanza
Il patrimonio di vigilanza, oggi detto Fondi Propri (Own Funds), è la dotazione patrimoniale regolamentare che ogni banca e gli altri soggetti disciplinati dal TUB devono detenere per soddisfare i requisiti di vigilanza prudenziale previsti dalle disposizioni di recepimento degli Accordi di Basilea. L'Autorità di Vigilanza competente per il controllo del rispetto delle disposizioni è la Banca d'Italia e la BCE (secondo la ripartizione funzionale prevista dal Meccanismo di vigilanza unico).
È importante sottolineare che i Fondi Propri non corrispondono esattamente al Patrimonio netto contabile delle imprese commerciali comuni, poiché gli è richiesta obbligatoriamente la funzione di copertura dei rischi di credito, mercato e operativo individuati dal c.d. "Primo Pilastro" (come definito degli accordi di Basilea). Oltre a questo vi sono dei requisiti supplementari (detti di "Secondo Pilastro"), che i soggetti vigilati devono definire internamente nell'ambito del processo ICAAP annuale, al fine di adeguare i fondi detenuti anche alle altre fonti di rischio individuate (p.es. rischio di concentrazione, di liquidità, di tasso etc.).
I Fondi Propri sono determinati dalla somma algebrica del capitale di classe primaria (T1) e dal capitale di classe secondaria (T2); non possono essere inferiori al capitale iniziale minimo richiesto per l'autorizzazione all'attività bancaria.

## Capitale di Classe primaria (Tier 1)
Gli elementi patrimoniali di qualità primaria sono i seguenti:
- il capitale versato;
- le riserve, ivi compreso il sovrapprezzo azioni;
- gli strumenti innovativi e non innovativi di capitale;
- l’utile del periodo non distribuito;
- i filtri prudenziali positivi del patrimonio di base.

Da tali elementi vanno dedotte le seguenti componenti negative:
- le azioni proprie;
- l'avviamento;
- le immobilizzazioni immateriali: al netto delle riserve se valutate al fair value;
- le rettifiche di valore su crediti: aumenti di rilevante entità delle perdite su finanziamenti, titoli ed altre esposizioni che dovessero emergere al di fuori delle valutazioni di metà e fine esercizio;
- le perdite registrate in esercizi precedenti e in quello in corso;
- le rettifiche di valore di vigilanza su attività valutate al “fair value”;
- gli altri elementi negativi;
- i filtri prudenziali negativi del patrimonio di base.

### Capitale versato
È composto dai titoli rappresentativi della partecipazione al capitale sociale, le azioni, che presentino le seguenti caratteristiche
1. sono emessi direttamente dalla banca;
2. sono chiaramente e separatamente individuabili nel bilancio;
3. sono privi di scadenza;
4. sono interamente liberati;
5. sono classificati quali strumenti di patrimonio netto secondo i principi contabili internazionali (IAS/IFRS);
6. non possono essere rimborsati al di fuori delle ipotesi di liquidazione della banca o di riduzione del capitale sociale;
7. non attribuiscono al portatore diritti a una remunerazione minima né sussistono clausole che prevedono il pagamento obbligatorio di dividendi, sono quindi escluse le azioni di risparmio;
8. i dividendi sono pagati esclusivamente a valere sugli utili distribuibili o riserve di utili distribuibili;
9. non prevedono limitazioni nella determinazione dell’ammontare del dividendo;
10. non sono privilegiati nella copertura delle perdite;
11. in caso di liquidazione, attribuiscono un diritto sul residuo attivo del bilancio di liquidazione subordinato a quello di tutti gli altri azionisti e creditori sociali e proporzionale alla quota di capitale che rappresentano;

### Strumenti innovativi e non innovativi di capitale
Per essere inclusi nel capitale di vigilanza la banca emittente deve avere sede in uno Stato membro della UE o del Gruppo dei Dieci. Il contratto dello strumento deve prevedere la possibilità di non corrispondere gli interessi ai detentori dei titoli se necessario in relazione alla propria situazione finanziaria e di solvibilità, in aggiunta al divieto di corrispondere gli interessi ai detentori dei titoli qualora per effetto di tale pagamento o di perdite il patrimonio di vigilanza scenda al disotto del requisito patrimoniale complessivo e non deve contenere clausole che impediscano alla Banca d'Italia di vietare la corresponsione di interessi ai detentori dei titoli in relazione alla situazione finanziaria e di solvibilità dell’emittente.

### Filtri prudenziali

#### Attività finanziarie
Per quanto concerne le riserve da rivalutazione da titoli di debito e ai titoli di capitale detenuti nel portafoglio di “attività finanziarie disponibili per la vendita”, gli eventuali saldi positivi tra le riserve positive e quelle negative sono computati per un importo pari al 50% nel patrimonio supplementare; al contrario gli eventuali saldi negativi sono dedotti integralmente dal patrimonio di base. Rientrano nel calcolo anche le eventuali riserve da valutazione, positive o negative, connesse con i contratti derivati di copertura dei flussi finanziari relativi alle attività poc'anzi citate.

#### Immobili
Le plusvalenze da valutazione di immobili a uso funzionale (iscritte in riserva di patrimonio netto) sono computate per un importo pari al 50% nel patrimonio supplementare. Il saldo tra le plus e le minusvalenze cumulate sugli immobili detenuti per investimento e delle minusvalenze dalla valutazione di immobili detenuti a uso funzionale, se positivo, va integralmente dedotto dal patrimonio di base e computato al 50% nel patrimonio supplementare.

#### Variazione della valutazione al fair value per variazioni del proprio merito creditizio
Gli effetti della valutazione delle “passività finanziarie valutate al fair value” emesse dalla banca, diverse da quelle computabili nel patrimonio di vigilanza della stessa, non sono computati nel patrimonio di vigilanza per la componente dipendente dalle variazioni del merito creditizio della banca. In particolare la relativa minusvalenza netta è reintegrata nel patrimonio di base, mentre la plusvalenza netta è dedotta dal patrimonio di base.

## Capitale di Classe primaria (Tier 2)
Il patrimonio supplementare è costituito dai seguenti elementi:
- le riserve da valutazione;
- gli strumenti innovativi e non innovativi di capitale non computabili nel patrimonio di base;
- gli strumenti ibridi di patrimonializzazione e le passività subordinate;
- le plusvalenze nette su partecipazioni;
- l’eventuale eccedenza delle rettifiche di valore complessive rispetto alle perdite attese;
- gli altri elementi positivi;
- i filtri prudenziali positivi del patrimonio supplementare.

Da tali elementi vanno dedotte le seguenti componenti negative:
- le minusvalenze nette su partecipazioni;
- gli altri elementi negativi;
- i filtri prudenziali negativi del patrimonio supplementare.

### Strumenti ibridi di patrimonializzazione e passività subordinate
Sono passività irredimibili e altri strumenti rimborsabili su richiesta dell’emittente, previo consenso della Banca d’Italia. In entrambi i casi le passività possono essere emesse dalle banche anche sotto forma di obbligazioni, convertibili e non, certificati di deposito, buoni fruttiferi e di altri titoli.

#### Strumenti ibridi
Sono inseriti nel calcolo del patrimonio di vigilanza se, in caso di perdite di bilancio che determinino una diminuzione del capitale versato e delle riserve al di sotto del livello minimo di capitale previsto per l'autorizzazione all'attività bancaria, le somme delle passività e dagli interessi maturati possano essere utilizzate per far fronte alle perdite, al fine di consentire all'emittente di continuare l'attività. Qualora intervenissero andamenti negativi della gestione deve poter essere sospeso il diritto alla remunerazione nella misura necessaria a evitare o limitare il più possibile l'insorgere di perdite.

#### Passività subordinate di secondo livello
L'ammontare dei prestiti subordinati ammesso nel patrimonio supplementare è ridotto di un quinto ogni anno durante i 5 anni precedenti la data di scadenza del rapporto, in mancanza di un piano di ammortamento che produca effetti analoghi, il quale è calcolato sulla base dell'importo originario del prestito a prescindere da eventuali riacquisti o conversioni. Le passività subordinate sono ricomprese nel calcolo del patrimonio soltanto per un importo pari alle somme effettivamente ricevute e ancora a disposizione della banca. In caso di conversione o di riacquisto di quote del prestito subordinato, questo deve essere ridotto del maggior importo tra quota convertita o riacquistata e quote di ammortamento già maturate.

### Filtri prudenziali

#### Attività finanziarie
Per quanto concerne le riserve da rivalutazione da titoli di debito e ai titoli di capitale detenuti nel portafoglio di “attività finanziarie disponibili per la vendita”, gli eventuali saldi positivi tra le riserve positive e quelle negative sono computati per un importo pari al 50% nel patrimonio supplementare; al contrario gli eventuali saldi negativi sono dedotti integralmente dal patrimonio di base. Rientrano nel calcolo anche le eventuali riserve da valutazione, positive o negative, connesse con i contratti derivati di copertura dei flussi finanziari relativi alle attività poc'anzi citate.

#### Immobili
Le plusvalenze da valutazione di immobili a uso funzionale (iscritte in riserva di patrimonio netto) sono computate per un importo pari al 50% nel patrimonio supplementare. Il saldo tra le plus e le minusvalenze cumulate sugli immobili detenuti per investimento e delle minusvalenze dalla valutazione di immobili detenuti a uso funzionale, se positivo, va integralmente dedotto dal patrimonio di base e computato al 50% nel patrimonio supplementare.

## Patrimonio di terzo livello (Tier 3)
Costituiscono il patrimonio di terzo livello:
- la quota di passività subordinate di secondo livello non computabile nel patrimonio supplementare perché eccedente il 50 per cento del patrimonio di base
- le passività subordinate di terzo livello al netto dei relativi “filtri prudenziali negativi”

Le passività subordinate di terzo livello sono soggette alla "clausola di immobilizzo" (c.d. "clausola di lock-in"), secondo cui il capitale e gli interessi non possono essere rimborsati se il rimborso riduce l'ammontare complessivo dei fondi patrimoniali della banca a un livello inferiore al 100% del complesso dei requisiti patrimoniali.
Il patrimonio di terzo livello è ammesso entro il limite del 71,4% dei requisiti patrimoniali sui rischi di mercato calcolati al netto dei requisiti patrimoniali a fronte del rischio di controparte e del rischio di regolamento relativi al portafoglio di negoziazione a fini di vigilanza.

## Deduzioni
Sono dedotti per il 50% dal patrimonio di base e per il 50% dal patrimonio supplementare:
- le partecipazioni in banche, società finanziarie, IMEL e istituti di pagamento superiori al 10% del capitale sociale dell'ente partecipato e gli strumenti innovativi e non innovativi di capitale, gli strumenti ibridi di patrimonializzazione e gli strumenti subordinati (di 2º e 3º livello) emessi da tali enti;
- le partecipazioni in società di assicurazione, nonché gli strumenti patrimoniali emessi dalle medesime società;
- le azioni o quote in banche, società finanziarie, IMEL e istituti di pagamento pari o inferiori al 10% del capitale dell'ente partecipato, gli strumenti innovativi e non innovativi di capitale, gli strumenti ibridi di patrimonializzazione e gli strumenti subordinati (di 2º e 3º livello). Questi sono dedotti per la parte del loro ammontare complessivo che eccede il 10 per cento del valore del patrimonio di base e supplementare al lordo delle deduzioni;
- le posizioni verso cartolarizzazioni;
- la partecipazione nel capitale della Banca d'Italia.

Le partecipazioni, le azioni o quote, gli strumenti innovativi e non innovativi di capitale, gli strumenti ibridi di patrimonializzazione e gli strumenti subordinati vanno dedotti in base al loro valore di bilancio.